# Joan Climent i Pascual
Joan Climent i Pascual (Montitxelvo, la Vall d'Albaida, 14 de setembre de 1918 - Gandia, la Safor, 31 de desembre de 2004) va ser un poeta valencià.
La seua infància va transcórrer al Morquí, una pedania de Terrateig on son pare treballava d'escrivent en una fàbrica de licors, i en arribar a l'edat escolar estigué internat al convent franciscà de la Mare de Déu d'Agres. Quan tenia dotze anys, es va traslladar amb la seua família a Gandia, on va fer el batxillerat a les Escoles Pies i on havia de viure la resta de la seua vida, exceptuant els anys de la guerra civil i de la immediata postguerra: des que va ser mobilitzada la seua quinta, al desembre del 1937, fins a la seua tornada a casa el 1945. A partir d'aquesta data va treballar d'oficial de secretaria a l'Ajuntament de Gandia fins a la seua jubilació voluntària el 1984, i alhora va participar activament en la vida cultural d'aquesta ciutat, impulsant des de Ràdio Gandia i des de l'emissora cultural de l'Institut Ausiàs March diversos programes musicals i de divulgació històrica i col·laborant en projectes cívics com ara l'Ateneu Filharmònic (1951-1973), el cineclub Ducal (1963) i l'Ateneu Juvenil (1965-1977).
La seua activitat literària comprén una primera etapa en castellà, fins al 1969, a la qual seguiren vint anys de silenci fins a l'aparició, el 1989, del seu primer recull poètic en català, que «sorprengué la crítica gratament perquè s'incorporava a les lletres valencianes una veu serena, madura i original, que al mateix temps destacava per una rara destresa tècnica que acreixia la musicalitat dels versos».
Al novembre del 2001, l'Ajuntament de Gandia el va nomenar fill adoptiu. L'Associació d'Escriptors en Llengua Catalana el nomenà soci d'honor el 2003. El Centre d'Estudis i Investigacions Comarcals Alfons el Vell li dedicà al novembre del 2005 un homenatge, amb motiu del qual es va publicar el llibre Dic que tot es queda sempre (Poemes indèdits de Joan Climent).

## Obra[4]
Poesia en castellà
- Sonido de la sombra, 1956
- Parque de la esquina, 1964
- El circo, 1969

Poesia en català
- Notícia de murmuris, València, Tres i Quatre, 1989
- Contraclaror, Barcelona, Columna, 1994, pròleg de Marc Granell
- Els colors de l'arc iris, València, Bromera, 2001, pròleg de Marc Granell
- Poemes a l'alegria, Gandia, CEIC Alfons el Vell, 2005

Prosa
- La «Delicà» de Gandia: documental d'una llegenda. Gandia, Colomar, 1991